# Капа рога
Капа рога је представља врсту женског оглавља, односно капе. 
Била је ношена широм територије Србије, као и код других народа у разним варијантама и облицима. Раније је забележено да се настанак ових капа везује са култом плодности. Оне су биле прављене са једним или два рога и представљају једну од најстаријих женских оглавља и могу се пратити од пре наше ере па чак до данас. 

## Изглед и ношење
Јоакиму Вујићу су путовања по Србији 1826. године пробудила интересовања за одевање народа поготово женских оглавља. Он је капу рогу описао као капе које са задње стране имају венчиће од пара приљубљене уз капу које звече и љуљају се док девојка хода. Свуда около је опшивена великим ресама окићене парама које се такође љуљају и звече док висе доле низ бикуље, а на предњој страни је доста раширена.
Када је реч о местима где се носила, сматра се да се пренела из Осата у Азбуковицу. Оваква оглавља у виду једнороге и двороге капе су задржана у многим деловима наше земље и у ширем пространству. Била је позната, како је приметио Ћирко Трухелка и у ношњи малоазијских Фрижана. Такође су са овом капом приказани Дачани на Трајановом стубу. Како су археолошки налази утврдили, ова врста капа је била распрострањена и код Источних Словена. Могла се наћи и у народним ношњама Хрвата, Македонаца и Влаха. Код Шокача у Барањи дворога капа се и данас може наћи. 
По својој намени често се доводи у везу са сличним оглављима попут смиљевца, тарпоша и конђе.